# Risako Sugaya
Risako Sugaya (菅谷梨沙子, Sugaya Risako), née le 4 avril 1994 à (Kanagawa, Japon) est une idole japonaise et chanteuse de J-pop avec le groupe Berryz Kōbō au sein du Hello! Project. Elle débute en 2002, sélectionnée avec le Hello! Project Kids. Elle a arrêté sa carrière d'idole en mars 2015 après la séparation de son groupe Berryz Kōbō. 

## Biographie

### Carrière
En 2002, Risako Sugaya passa avec succès l'audition des Hello! Project Kids. Ses débuts au sein du Hello! Project furent dans le premier film des Mini Moni, en tant que membre des 4KIDS, un groupe temporaire formé exclusivement pour ce film.
En 2003, Risako apparut dans le film Hotaru no Hoshi (蛍の星), dans le rôle  Hikari, une écolière fragile qui, avec l'aide de son professeur, a une chance d'être pour un moment réunie avec sa défunte mère et de dépasser ses problèmes émotionnels. Elle apparut également dans le drama Shonan Kawarayane Monogatari.
Cette année marqua également sa première apparition au Kōhaku Uta Gassen, en tant que danseuse d'Aya Matsūra durant la 54e édition du célèbre réveillon télévisé de la NHK.
En parallèle, Risako tourna une publicité pour le Nihon Shokuniku Shōhi Sōgō Center en octobre 2003.
Au début de l'année 2004, Risako prit part au tout nouveau groupe Berryz Kōbō. 
En tant que membre des Berryz Kōbō, elle participa également à l'émission de radio hebdomadaire du groupe Berryz Kōbō Kiritsu! Rei! Chakuseki!.
Elle apparut également, comme les autres membres du Hello! Project dans l'émission Musume Dokyu!, dans les épisodes 39, 40, 55 et 56.
Le 12 octobre 2006, Risako devint le premier membre des Berryz Kōbō et la plus jeune de tout le Hello! Project à sortir un photobook solo. Elle admit elle-même dans une interview avoir eu des réticences à faire un photobook, mais ce fut une expérience plaisante et espère que ses fans ont apprécié les différentes facettes de sa personnalité.
En août 2006, Risako fut interviewée par MC Maki Goto à l'occasion de l'émission en ligne Hello! Pro Hour.
Elle reviendra avec Momoko Tsugunaga pour le 20e et dernier épisode de cette émission.
Le 31 décembre 2006, Risako apparut une nouvelle fois sur la scène de la 57e édition du Kōhaku Uta Gassen comme danseuse des Morning Musume pendant leur représentation de la chanson Aruiteru aux côtés des autres Berryz Kōbō, des Country Musume et des °C-ute.
À l'été 2009, Risako devint membre du groupe Guardians 4, qui chante les génériques de l'anime Shugo Chara. Elle double et incarne ensuite en 2010 le personnage Himuro Ibu de la série anime Gokujō!! Mecha Mote Iinchō, et enregistre un des génériques de fin de la série sous le nom Ibu Himuro (CV Sugaya Risako / Berryz Kōbō), titre qui figure en "double face A" du single Oshare My Dream de Kitagawa Mimi (CV Ogawa Mana) with MM Gakuen Gasshōbu.
Berryz Kōbō cesse ses activités en mars 2015, sans que Risako Sugaya n'annonce alors de suite à sa carrière.
Après un peu plus d'un an de pause, en juin 2016, Risako revient sur les réseaux sociaux et commence des collaborations avec le site Girls F où elle publiera régulièrement des articles sur divers sujets (mode, beauté, interviews d'artistes japonais, films ...). Elle a arrêté sa collaboration avec eux fin 2017 après l'annonce de sa première grossesse.

### Vie privée
Le 18 octobre 2017, Risako Sugaya annonce sa grossesse (de cinq mois) et son mariage avec son compagnon , ; elle donne naissance à une fille en mars 2018. Elle donnera naissance à une seconde petite fille en septembre 2020.  

## Groupes

### Au sein du Hello! Project
- Hello! Project Kids (2002-2015)
- 4KIDS (2002)
- Berryz Kōbō (2004-2015)
- H.P. All Stars (2004)
- Hello! Project Shirogumi (2005)
- Wonderful Hearts (2006–2009)
- Guardians 4 (2009-2010)
- Zoku V-u-den (2009)
- Ganbarō Nippon Ai wa Katsu Singers (2011)
- Bekimasu (2011)
- Hello! Project Mobekimasu (2011)
- Cat's Eye 7 (2012)
- Dia Lady (2013)

## Discographie

### En solo
Single en tant que Himuro Ibu
- 13 octobre 2010 : Elegant Girl  (couplé avec Oshare My Dream par Mimi Kitagawa ; 8e générique de fin de Gokujō!! Mecha Mote Iinchō)

### Avec Berryz Kobo
Albums
- 7 juillet 2004 : 1st Chō Berryz
- 16 novembre 2005 : Dai 2 Seichōki
- 7 décembre 2005 : Special! Best Mini ~2.5 Maime no Kare~ (mini-album)
- 5 juillet 2006 : 3 Natsu Natsu Mini Berryz (mini-album)
- 1er août 2007 : 4th Ai no Nanchara Shisū
- 10 septembre 2008 : 5 (FIVE)
- 14 janvier 2009 : Berryz Kōbō Special Best Vol.1
- 31 mars 2010 : 6th Otakebi Album
- 30 mars 2011 : 7 Berryz Times
- 22 février 2012 : Ai no Album 8
- 30 janvier 2013 : Berryz Mansion 9 Kai
- 26 février 2013 : Berryz Kōbō Special Best Vol.2
- janvier 2015 : Kanjuku Berryz Kōbō The Final Completion Box

Singles
- 3 mars 2004 : Anata Nashi de wa Ikite Yukenai
- 28 avril 2004 : Fighting Pose wa Date ja nai!
- 26 mai 2004 : Piriri to Yukō!
- 25 août 2004 : Happiness ~Kōfuku Kangei!~
- 10 novembre 2004 : Koi no Jubaku
- 30 mars 2005 : Special Generation
- 8 juin 2005 : Nanchū Koi wo Yatterū You Know?
- 3 août 2005 : 21ji Made no Cinderella
- 23 novembre 2005 : Gag 100 Kaibun Aishite Kudasai
- 29 mars 2006 : Jiriri Kiteru
- 2 août 2006 : Waracchaō yo Boyfriend
- 6 décembre 2006 : Munasawagi Scarlet
- 7 mars 2007 : Very Beauty
- 27 juin 2007 : Kokuhaku no Funsui Hiroba
- 28 novembre 2007 : Tsukiatteru no ni Kataomoi
- 12 mars 2008 : Dschinghis Khan
- 9 juillet 2008 : Yuke Yuke Monkey Dance
- 5 novembre 2008 : Madayade
- 11 mars 2009 : Dakishimete Dakishimete
- 3 juin 2009 : Seishun Bus Guide / Rival
- 11 novembre 2009 : Watashi no Mirai no Danna-sama / Ryūsei Boy
- 3 mars 2010 : Otakebi Boy Wao! / Tomodachi wa Tomodachi Nanda!
- 14 juillet 2010 : Maji Bomber!!
- 10 novembre 2010 : Shining Power
- 2 mars 2011 : Heroine ni Narō ka!
- 8 juin 2011 : Ai no Dangan
- 10 août 2011 : Aa, Yo ga Akeru
- 21 mars 2012 : Be Genki -Naseba Naru!-
- 25 juillet 2012 : Cha Cha Sing
- 19 décembre 2012 : Want!
- 13 mars 2013 : Asian Celebration
- 19 juin 2013 : Golden Chinatown / Sayonara Usotsuki no Watashi
- 2 octobre 2013 : Motto Zutto Issho ni Itakatta / Rock Erotic
- 19 février 2014 : Otona na no yo! / Ichi-Oku San-senman so Diet Oukoku
- 4 juin 2014 : Ai wa Itsumo Kimi no Naka ni / Futsū, Idol 10nen Yatterannai Desho!?
- 11 novembre 2014 : Towa no Uta / Romance wo Katatte

### Autres participations
- 27 novembre 2002 : Genki Jirushi no Ōmori Song / Okashi Tsukutte Okkasuii! (par Mini Moni to Takahashi Ai + 4KIDS)
- 1er décembre 2004 : All for One & One for All! (avec H.P. All Stars)
- 27 mai 2009 : Omakase Guardian (avec Guardians 4)
- 2 septembre 2009 : School Days (avec Guardians 4)
- 18 novembre 2009 : Party Time / Watashi no Tamago (avec Guardians 4)
- 20 janvier 2010 : Going On! (avec Guardians 4)
- 22 juin 2011 : Ai wa Katsu (avec Ganbarō Nippon Ai wa Katsu Singers)
- 6 août 2011 :  Makeru na Wasshoi! (avec Bekimasu), sortie limitée et ré-éditée le 21 décembre 2011
- 16 novembre 2011 : Busu ni Naranai Tetsugaku (avec Hello! Project Mobekimasu)
- 7 novembre 2012 : CAT'S♥EYE (avec Cat's Eye 7)
- 7 août 2013 : Lady Mermaid / Eiya-sa! Brother / Kaigan Shisou Danshi (avec Dia Lady, Mellowquad, HI-FIN)

### Autres chansons
- 15 juillet 2009 : Only You (Chanpuru 1 ~Happy Marriage Song Cover Shū~) du Hello! Project avec Zoku V-u-den

## Filmographie
Films
- 2002 : Mini Moni ja Movie: Okashi na Daibōken! (ミニモニ。じゃム→ビ→お菓子な大冒険！)
- 2004 : Hotaru no Hoshi (ほたるの星)
- 2011 : Ousama Game (王様ゲーム) (Shirokawa Mami)

Dramas
- 2002 : Shonan Kawarayane Monogatari (湘南瓦屋根物語)

Animés
- 2009-2010 : Gokujō!! Mecha Mote Iinchō (極上!!めちゃモテ委員長) (Himuro Ibu)

## Divers
Programmes TV
- 2002–2007 : Hello! Morning (ハロー! モーニング)
- 2007–2008 : Haromoni@ (ハロモニ@)
- 2008 : Berikyuu! (ベリキュー!)
- 2008–2009 : Yorosen! (よろセン!)
- 2010–2011 : Bijo Gaku (美女学)
- 2011–2012 : HELLOPRO! TIME (ハロプロ！ＴＩＭＥ)
- 2011– : Kaette Kita Berryz Kamen! (帰ってきたBerryz仮面!)
- 2012– : Hello! SATOYAMA Life (ハロー！ＳＡＴＯＹＡＭＡライフ)

DVD
- 2 décembre 2009 : Sugaya Risako in Hokkaido
- 16 février 2011 : Le Soleil

Radio
- 2009 : Tsuukai! Berryz Oukoku (痛快! ベリーズ王国)

Photobooks
- 12 octobre 2006 - Risako
- 20 juillet 2007 - pure+
- 6 février 2008 - Ring3 ~Rin Rin Ring !~ (Ring3～リンリンリンッ!～?)
- 27 novembre 2009 : Risou (梨想)

## Liens
- (ja) « Fiche officielle avec Berryz Kōbō » (version du 13 avril 2014 sur Internet Archive)
- (ja) Blog officiel
- (ja) LineBlog officiel